# Alessandro da Conceição Pinto
Alessandro da Conceição Pinto, noto semplicemente come Alessandro (Campos dos Goytacazes, 21 settembre 1977), è un ex calciatore brasiliano, di ruolo difensore.

## Caratteristiche tecniche
Gioca come difensore laterale.

## Carriera

### Club
Iniziò la carriera nelle giovanili dell'Americano nel 1992, e si trasferì poi al settore giovanile del Vasco nel 1994. Nelle giovanili del Vasco giocava come centrocampista difensivo; a causa della mancanza di giocatori nel ruolo di laterale, fu spostato in quel ruolo. Nel 1997 fu incluso in prima squadra, ma avendo poche occasioni di giocare come titolare, dopo 10 partite si trasferì al Campo Grande. Successivamente giocò con Ituano, Mirassol e Bangu.
Arrivò all'Atlético Paranaense nel 2000 e vinse il Campeonato Brasileiro Série A 2001; le sue buone prestazioni gli fecero meritare la convocazione con la Nazionale brasiliana. Giocò poi con Atlético Mineiro e São Caetano.
Si trasferì al Botafogo nel giugno 2007; alla fine del 2007, venne messo fuori rosa, ma il club rinnovò il suo contratto nel 2008, ottenendo il posto da titolare grazie alle sue prestazioni.
Ha all'attivo più di 200 presenze nel campionato brasiliano di calcio.

### Nazionale
Con la Nazionale brasiliana giocò 3 partite nel 2001, venendo incluso nella rosa dei convocati per la Copa América 2001.

## Palmarès

### Club

#### Competizioni nazionali
- Campionato brasiliano: 2

Vasco da Gama: 1997
Atlético Paranaense: 2001

#### Competizioni statali
- Campionato Carioca: 2

Vasco da Gama: 1998
Botafogo: 2010
- Campionato Paranaense: 1

Atlético Paranaense: 2001
- Taça Rio: 2

Vasco da Gama: 1998
Botafogo: 2008
- Taça Guanabara: 1

Vasco da Gama: 1998